# アイザック・チョウンシー
アイザック・チョウンシー（Isaac Chauncey, 1779年2月20日 - 1840年1月27日）は、アメリカ合衆国の海軍軍人。

## 生い立ちと経歴
チョウンシーはコネチカット州ブラックロックに生まれる。1798年9月17日に海軍大尉として任官し、擬似戦争に従軍して西インド諸島でフランス軍と戦い、第一次バーバリ戦争で地中海に従軍した。1804年から1805年までフリゲートのジョン・アダムズ (USS John Adams) を指揮し、同年から1806年までブリッグのホーネット (USS Hornet)、1815年から1820年まで戦列艦のワシントン (USS Washington) および地中海戦隊を指揮した。
最も著名な業績は、米英戦争におけるオンタリオ湖での戦闘の指揮と考えられる。陸軍と共同で揚陸作戦を指揮し、ジェームズ・イョオ卿の指揮するイギリス海軍の大艦隊と対峙した。
最後の軍歴は4年間の海軍委員会議長職であり、代将として1840年1月27日にワシントンD.C.で死去した。
チョウンシーの栄誉を称え、アメリカ海軍は3隻の駆逐艦にその名を命名した。
- チョウンシー (DD-3)：ベインブリッジ級駆逐艦
- チョウンシー (DD-296)：クレムソン級駆逐艦
- チョウンシー (DD-667)：フレッチャー級駆逐艦